# 孙德哈根
孙德哈根是德国梅克伦堡-前波美拉尼亚州的一个市镇。总面积159.33平方公里，总人口5364人，其中男性2746人，女性2618人（2011年12月31日），人口密度34人/平方公里。